# Гортензія Манчині
Гортензія Манчи́ні (італ. Ortensia Mancini, фр. Hortense Mancini; 6 червня 1646 — 2 липня 1699) — французька аристократка італійського походження, герцогиня, фаворитка декількох європейських монархів, автор мемуарів.

## Життєпис
Походила зі шляхетського римського роду Манчині, відомого з кінця XIV ст. П'ята донька барона Мікеле Лоренцо Манчині та Жероніми Мазарині (сестри кардинала Джуліо Мазаріні). Народилася 1646 року в Римі. Після смерті батька у 1650 році разом з матір'ю та сестрами перебралася до Франції. Тут стала однією з улюблених небог Мазаріні, отримавши разом з сестрами прізвисько мазареток.
У 1659 році Карл Стюарт зробив Гортензії пропозицію, але вона була відкинута кардиналом Мазаріні, який вважав, що син вигнаного короля Карла I не має перспектив. Мазаріні зрозумів свою помилку, коли Карл став королем Англії декілька місяців по тому. Кардинал Мазаріні запропонував Карлу II шлюб з Гортензією і 5 млн ліврів як посаг, але той відмовився. Після цього Мазаріні відкинув шлюбну пропозиція Карла Савойського, а згодом й Карла V, герцога Лотарингії.

### Шлюб
1 березня 1661 року Гортензія вийшла заміж за Армана-Шарля де Ла Порт, маркіза де Ла-Мейєре, який був прихильником кардинала Мазаріні.Батько Армана-Шарля, герцог Шарль де ла Порт, був маршалом Франції. Подружжя прийняло титули герцогині і герцога Мазаріні і Майен. Шлюб не був щасливим. Гортензія була молодою, яскравою і популярною; її чоловік був скупим і дуже ревнивим, крім того, страждав психічним розладом. Чоловік заборонив Гортензії перебувати в товаристві інших чоловіків, серед ночі влаштовував в її кімнаті пошуки коханців, змушував її витрачати на молитву чверть дня, і, врешті-решт, змусив її залишити Париж і вирушити з ним в глиб країни.
В цей час стає коханкою маркізи Марії-Сидонії де Курсель. У відповідь чоловік відсилає обох дівчат до монастиря. Але Гортензія та Сидона в одязі монахинь втікають. Втім між коханками відбувся розрив через закоханість обох до маркиза Людовика де Кавуа. Тому Гортезія повідомила чоловіка Марії-Сидонії — Шарля про зв'язок дружини.
1668 року Гортензія остаточно тікає від чоловіка, перебираючись до сестри Марії, княгині Колонна, що мешкала у Римі. Втім намагалася мирно домовитися з чоловіком, але той запропонував Гортензії прожити в монастирі 2 роки. Витративши усі кошти на деякий час повернулася до Франції, але потім знову виїхала до Італії, оселившись в Мілані, а потім у Римі. 1672 року разом з сестрою тікає до Франції.
Король Людовик XIV оголошує себе покровителем Гортензії і надає їй річну пенсію у 24 тис. ліврів. Герцог Карл-Еммануїл II Савойський також оголошує себе її захисником. Гортензія переїжджає в Шамбері, де її будинок стає місцем зустрічей поетів, філософів і художників. В цей час Гортензія починає літературну діяльність. Після раптової смерті герцога 1675 року його удова Марія Джованна Савойська, що підозрювала Гортензію в зв'язку зі своїм чоловіком, виганяє її з дому.

### В Лондоні
Невдовзі вона вирушає до Лондону під приводом візиту до дружини молодшого брата Карла — Марії Моденської. Подорожує в одязі чоловіка. За підтримки французького посланця 1676 року стає фавориткою англійського короля Карла II. Від останнього отримує пенсію у 4 тис. фунтів та замок. Невдовзі Гортензія зав'язала роман з Анною, графинею Сассекс (позашлюбною донькою короля Англії). Невдовзі зв'язок цей було викрито й Анну відправлено з провінцію.
Інтимні стосунки Гортензії з Луї Гримальді, князем Монако, призвело до втрати статусу королівської фаворитки, але стосунки з Карлом II залишалися гарними до самої його смерті.
В подальшому очолювала інтелектуальний, літературний салон, спокійно переживши правління короля Якова II й вступ на трон Вільгельма III Оранського. 1683 року її коханця барона Баньє було вбито ревнивим залицяльником принцом Філіппом-Савойським-Каріньяном. Після цього Гортензія навіть планувала стати черницею в іспанському монастирі. 1689 року чоловік Гортензії домігся рішення суду, який позбавив Гортензії усіх майнових прав та доходів, якщо вона не повернеться до чоловіка. Слідом за цим король Вільгельм III призначив їй пенсію у 2 тис. фунтів.
Померла 1699 року в Челсі, можливо наклала на себе руки, отруївшись. За іншою версією — від хвороби. Після цього її тіло було передано чоловіку, який протягом року возив тіло  Гортензії Францією, поки за наказом короля Людовика XIV її не було поховано.

## Творчість
Була автором «Мемуарів», події яких довела до 1675 року. Надруковано 1675 року в Кельні. Їх основу становлять доля жінки, стосунки з чоловіком, як головного винуватця нещасть, короля Людовика IV, гаранта найвищої справедливості, і кардинала Мазаріні, могутнього родича, волею якого були укладені шлюби Гортезії та її сестер. Образ кардинала домінує у тій частині мемуарної розповіді, яка охоплює дитячі роки. При цьому Гортезія не приховує негативного ставлення до Мазаріні. Водночас дається характеристика правителям та аристократам Франції і Італії. Публікація її мемуарів мала величезний успіх.

## Родина
Чоловік — Арман-Шарль, син Шарля де Ла Порт, маршала Франції.
Діти:
- Марія Шарлотта (1662—1729), дружина Луї-Армана де Він'єро дю Плессі-Рішельє, герцога Егійон
- Марія Анна (1663—1720), абатиса монастиря Нотр-Дам де Лі
- Марія Олімпія (1665—1754), дружина Людовика Христофора Гіго, маркіза Беллефонда
- Поль Жюль (1666—1731), герцог Мазаріні